# Ocampo (Coahuila)
Ocampo è un comune del Messico, situato nello stato di Coahuila.